# Origanum vulgare subsp. virens
Origanum vulgare subsp. virens é uma subespécie de planta com flor pertencente à família Lamiaceae. 
A autoridade científica da subespécie é (Hoffmanns. & Link) Bonnier & Layens, tendo sido publicada em Tabl. Syn. Pl. Vasc. France 248 (1894).

## Portugal
Trata-se de uma subespécie presente no território português, nomeadamente em Portugal Continental, no Arquipélago dos Açores e no Arquipélago da Madeira.
Em termos de naturalidade é nativa das três regiões atrás indicadas.

## Protecção
Não se encontra protegida por legislação portuguesa ou da Comunidade Europeia.